# Ester Mombelli
Maria Ester Mombelli (1794 - après 1827) est une chanteuse d'opéra italienne particulièrement reconnue pour ses performances dans les opéras de Rossini et Donizetti. Elle a chanté des rôles de soprano et de mezzo-soprano et a souvent chanté avec sa sœur cadette Anna.

## Biographie
Ester Mombelli est née à Bologne, l'aînée des douze enfants de Domenico Mombelli et Vincenza Viganò-Mombelli. Elle a été formée au chant par son père, un ténor de premier plan dans les années 1780 et 1790. Elle a commencé à se produire très jeune à Lisbonne lorsque son père était engagé par le Teatro de São Carlos. Elle y apparaît dans l'oratorio La morte di Saule de Gaetano Andreozzi (1804) et les opéras Nardone e Nannetta de Francesco Gardi (it) (1806) et Ifigenia in Aulide de Luigi Gianella (1809),,. 
À partir de 1805, la famille Mombelli était basée à Bologne, bien qu'elle se rende à Lisbonne et dans divers théâtres d'Italie avec sa propre troupe d'opéra qui comprenait Domenico, Ester et Anna, la sœur cadette. À Bologne, les Mombelli se lient d'amitié avec le jeune Rossini, encore étudiant à l'Accademia Filarmonica. Domenico a chargé Rossini de composer l'opéra Demetrio e Polibio dont Vincenza avait écrit le livret, le premier opéra de Rossini - mais pas le premier à être joué en public: il fut joué en privé à Bologne en 1809 et officiellement créé au Teatro Valle de Rome le 18 mai 1812. À ces deux occasions, trois de ses quatre rôles ont été chantés par Domenico, Ester et Anna. La troupe de Mombelli a ensuite emmené l'œuvre dans plusieurs villes d'Italie.
Ester est devenue une interprète distinguée des opéras de Rossini, créant le rôle de Madame Cortese dans Il viaggio a Reims et chantant le rôle titre dans La Cenerentola à plusieurs reprises. Rossini a également composé la cantate La morte di Didone expressément pour elle. Elle chanta lors de sa première représentation au Teatro San Benedetto de Venise le 2 mai 1818.
De 1823 à 1825, elle se produit au Théâtre Italien de Paris, où elle chante non seulement dans la première de Il viaggio a Reims mais aussi dans le rôle-titre de La donna del lago lors des premières représentations parisiennes.
En décembre 1825, Mombelli retourne à Venise où elle chante à La Fenice jusqu'en février 1826, année où elle se retire de la scène après une dernière représentation de La gazza ladra au Théâtre italien de Paris. Elle est apparue dans le rôle de Desdémone dans la première représentation d'Otello de Rossini et a chanté dans les premières mondiales de Il paria de Carafa et d'Erode et Caritea de Mercadante. En 1827, elle épousa le comte Camillo Gritti.
- Lisinga dans Demetrio e Polibio de Rossini, Teatro Valle, Rome, 18 mai 1812[7]
- Zoraida dans Zoraida di Granata de Donizetti, Teatro Argentina, Rome, 28 janvier 1822
- Gilda dans L'ajo nell'imbarazzo de Donizetti, Teatro Valle, Rome, 4 février 1824
- Madame Cortese dans Il viaggio a Reims de Rossini, Théâtre Italien, Paris, 19 juin 1825
- Marianna dans Erode de Mercadante, La Fenice, Venise, 27 décembre 1825
- Neala dans Il paria de Michele Carafa, La Fenice, Venise, 4 février 1826
- Caritea dans Caritea de Mercadante, Regina di Spagna, La Fenice, Venise, 21 février 1826